# Cantril
Cantril is een plaats (city) in de Amerikaanse staat Iowa en valt bestuurlijk gezien onder Van Buren County.

## Demografie
Bij de volkstelling in 2000 werd het aantal inwoners vastgesteld op 257. In 2006 is het aantal inwoners door het United States Census Bureau geschat op 260, een stijging van 3 (1,2%).

## Geografie
Volgens het United States Census Bureau beslaat de plaats een oppervlakte van 1,3 km², geheel bestaande uit land. Cantril ligt op ongeveer 239 m boven zeeniveau.

## Plaatsen in de nabije omgeving
De onderstaande figuur toont nabijgelegen plaatsen in een straal van 24 km rond Cantril.